# Shoalhaven City
Koordinaten: 35° 7′ S, 150° 30′ O

Die City of Shoalhaven ist ein lokales Verwaltungsgebiet (LGA) im australischen Bundesstaat New South Wales. Das Gebiet ist 4.566,68 km² groß und hat etwa 110.000 Einwohner (Stand 2021).
Shoalhaven liegt an der Pazifikküste des Staates in der Region Illawarra etwa 155 km südlich der Metropole Sydney und 220 km nordöstlich der australischen Hauptstadt Canberra.
Das Gebiet umfasst 142 Ortsteile und Ortschaften: Back Forest, Bamarang, Bangalee, Barrengarry, Barringella, Basin View, Bawley Point, Beaumont, Beecroft Peninsula, Bellawongarah, Bendalong, Berrara, Berringer Lake, Berry, Berry Mountain, Bewong, Bolong, Bomaderry, Boolijah, Bream Beach, Brooman, Broughton, Broughton Vale, Browns Mountain, Brundee, Buangla, Budgong, Bulee, Bundewallah, Burrier, Burrill Lake, Callala Bay, Ballala Beach, Cambewarra Village, Cockwhy, Comberton, Comerong Island, Conjola, Conjola Park, Coolangatta, Coolumburra, Croobyar, Cudmirrah, Culburra Beach, Cunjurong Point, Currarong, Depot Beach, Dolphin Point, Durras North, Endrick, Erowal Bay, Ettrema, Falls Creek, Far Meadow, Fishermans Paradise, Greenwell Point, Huskisson, Hyams Beach, Illaroo, Jaspers Brush, Jerrawangala, Jervis Bay, Kangaroo Valley, Kinghorne, Kings Point, Kioloa, Lake Conjola, Lake Tabourie, Little Forest, Longreach, Manyana, Mayfield, Meroo Meadow, Milton,  Mogood, Mollymook, Mollymook Beach, Mondayong, Moollattoo, Morton, Mount Kingiman, Mundamia, Myola, Narrawallee, Nowra, North Nowra, South Nowra, West Nowra, Nowra Hill, Numbaa, Old Erowal Bay, Orient Point, Parma, Pebbly Beach, Pointer Mountain, Porters Creek, Pretty Beach, Pyree, Quiera, Red Rocks, Sanctuary Point, Sassafras, Shoalhaven Heads, St. George, St. Georges Basin, Sussex Inlet, Swanhaven, Tallowal, Tapitallee, Terara, Termeil, Tianjara, Tolwong, Tomerong, Touga, Tullarwalla, Twelve Mile Peg, Ulladulla, Upper Kangaroo River, Vincentia, Wandandian, Watersleigh, Wattamolla, Wollumboola, Woodburn, Woodhill, Woodstock, Woollamia, Worrigee, Worrowing Heights, Wrights Beach, Yadboro, Yalwal, Yatte Yattah und Yerriyong sowie Teile von Barren Grounds, Brogers Creek, Broughton Village, Budawang, Budderoo, Currowan und East Lynne.
Der Sitz des City Councils befindet sich im Norden der LGA im Stadtteil Nowra von Nowra-Bomaderry. Die Stadt hat etwa 33.500 Einwohner.

## Verwaltung
Der Shoalhaven City Council hat 13 Mitglieder, die von den Bewohnern der LGA gewählt werden. Je vier Mitglieder kommen aus Ward 1, 2 und 3, der Vorsitzende und Mayor (Bürgermeister) wird zusätzlich von allen Bewohnern der LGA gewählt. Die drei Wahlbezirke sind unabhängig von den Ortschaften festgelegt.